# 納茨福德
納茨福德（Knutsford）是英格蘭柴郡的一座城鎮，位於曼徹斯特西南14英里（23），馬格斯菲特西北9英里（14）。市內有兩座聖公會教堂。納茨福德是北英格蘭房屋價格最貴的城市之一。